# المعهد العالي لإدارة الأعمال (سوريا)
المعهد العالي لإدارة الأعمال في سوريا هو مؤسسة تعليم عالي حكومية تهتم بتدريس إدارة الأعمال. تأسس هذا المعهد عام 2001 ويقع مقره في محافظة دمشق بمنطقة برزة-مسبق الصنع.
يهدف للمساهمة فـي التطوير والتحديث الإداري وتنمية الموارد البشرية. يمارس هذا المعهد الكثير مـن نشاطاته ضمـن إطـار مشروع للتعـاون مـع مؤسسات تعليم أخرى الاتحاد الأوربي.
ويعد المعهد اليوم من أهم المؤسسات التعليمية في سوريا في مجال إدارة الأعمال.

## المنهاج التعليمي
يمنح المعهد لمنتسبيه إجازة في علوم الإدارة ضمن برنامج مخصص للمتفرغين وبدوام كامل. وهو برنامج يشتمل على الأدوات المطلوبة لتقوية اللغات الأجنبية (الإنكليزية والفرنسية)، تكنولوجيا المعلومات، الرياضيات ولغة الأعمال.
تمتد الدراسة لمدة خمس سنوات مقسمة إلى المرحلة التحضيرية في الإدارة مدتها ثلاث سنوات، والمرحلة التخصصية لمدة سنتين تنتهي بالحصول على إجازة في علوم الإدارة في أحد التخصصات التالية:
- إدارة الموارد البشرية
- التسويق والتجارة الدولية
- الإدارة المالية والمصرفية
- نظم المعلومات الإدارية

## وصلات خارجية
- المعهد العالي لإدارة الأعمال